# Monolith von Neidberg
Der Monolith von Neidberg  ist ein möglicher Menhir bei Neidberg, einem Ortsteil von Ringelai im Landkreis Freyung-Grafenau in Bayern. Er befindet sich oberhalb einer Wegkreuzung. Über den Stein liegen keine genaueren Informationen vor, er soll allerdings dem nur wenige Kilometer nordwestlich gelegenen Monolith von Grafenau ähneln. In der näheren Umgebung befindet sich außerdem der Steinkreis von Ringelai.